# 南ビオコ県
南ビオコ県 （スペイン語: Provincia Bioko Sur）は赤道ギニアの県のひとつ。ビオコ島南部に位置する。北を北ビオコ県と州境を接する。南西にサントメ・プリンシペを挟んでアンノボン県が存在する。面積1,241km2、人口29,034人（2001年調査）。県都はルバ。